# Lakhmia
Lakhmia és un riu de Bangladesh, una derivació del Brahmaputra que abandona aquest riu a Tok, al districte de Maimansingh (o districte de Mymensingh). Corre en direcció sud fins que desaigua al Dhaleswari a 23° 34′ N, 90° 34′ E / 23.567°N,90.567°E a uns 7 km de la unió d'aquest amb el Meghna. Narayanganj, port del districte de Dacca, està situada a la seva riba. Fou un dels rius més bonics i nets de Bengala, destacat per les seves aigües pures i fresques, però actualment està força contaminat.